# Ludwig Burchard
Ludwig Burchard (* 31. Mai 1886 in Mainz; † 7. September 1960 in London) war ein deutscher Kunsthistoriker und Rubens-Forscher.

## Leben
Burchard war der Sohn des ehemaligen Hofapothekers Georg Burchard. Nach dem Abitur im Sommer 1904 am Großherzoglichen Gymnasium in Karlsruhe begann er im Herbst ein zweijähriges Studium der klassischen Philologie an der Universität München. Seine Lehrer dort waren Otto Crusius, Adolf Furtwängler und Karl Voll. Im Herbst 1906 wechselte er an die Universität Heidelberg, um dort das Studium fortzusetzen und um den Bereich Kunstgeschichte zu erweitern. Dieterich von Duhn und Henry Thode waren dort seine Professoren. Vom Herbst 1907 an wandte er sich gänzlich der Kunstgeschichte zu und wechselte an die Universität in Halle. Am 1. August 1911 wurde er bei Adolph Goldschmidt mit der Dissertation Die Holländischen Radierer vor Rembrandt dort promoviert. Anschließend war er vom 1. Oktober 1911 bis zum 1. Januar 1912 als Volontär und bis zum 1. April 1912 als Hospitat am Königlichen Kupferstichkabinett zu Dresden tätig. Während des Ersten Weltkriegs war er ab 1917 bei der Bergungsstelle für Kunstwerke beim Gouvernement Metz tätig.
1919 heiratete er Lily (geborene Stange) und war bis 1920 Redakteur beim Allgemeinen Lexikon der Bildenden Künstler von der Antike bis zur Gegenwart Künstlerlexikon. Von 1920 bis 1922 fungierte er als Herausgeber der Zeitschrift für bildende Kunst. Die Fertigstellung von Rudolf Oldenbourgs Rubens-Monographie in der Reihe Klassiker der Kunst (1921) markiert den Beginn von Burchards lebenslanger Spezialisierung auf Rubens. 1935 emigrierte er wegen der antisemitischen Politik der Nationalsozialisten mit seiner Familie nach England, wo er 1940 für kurze Zeit interniert und 1948 naturalisiert wurde. Mehr als 40 Jahre lang befasste er sich mit den Vorarbeiten zum Corpus Rubenianum, das seit 1968 bis 2024 vom Nationaal Centrum voor de Plastische Kunsten van de 16de en de 17de eeuw (heute: Centrum Rubenianum vzw, Centrum voor de Vlaamse Kunst van de 16de en de 17de Eeuw) in Antwerpen posthum veröffentlicht wird. Burchard baute schon früh ein Netz von Kontakten zu Antiquaren und Kuratoren in Antwerpen auf, aber nach 1950 knüpfte er besonders enge Beziehungen zu Frans Baudouin und Roger-A. d’Hulst. Zweimal wurde er im Antwerpener Rathaus feierlich empfangen, und sowohl 1955 als auch 1956 verbrachte er als Gastdozent des Belgischen Kunstseminars mehrere Wochen in Antwerpen. Diesem Umstand ist es zu verdanken, dass seine Bibliothek und seine Dokumentation nach seinem Tod im Jahr 1960 in Antwerpen aufbewahrt werden. Kurz vor seinem Tod bereitete Burchard eine Studie zu Jacob Jordaens und Peter Paul Rubens vor, die sich mit der Zuschreibung zweier Frauenköpfe befasste.

## Schriften (Auswahl)
- Die Holländischen Radierer vor Rembrandt. P. Cassirer, Berlin 1917 (= Hochschulschrift, Halle a. d. Saale 1912, archive.org).
- Die Legende von Barlaam und Josaphat: Zugeschrieben dem hl. Johannes von Damaskus. Theatiner Verlag, München 1924.
- Katalog der Ausstellung: Das flämische Landschaftsbild des 16. und 17. Jahrhunderts; 6. – 30. Nov. 1927. Galerie Dr. Gottschewski/Dr. Schäffer, Berlin 1927.
- Corpus Rubenianum Ludwig Burchard. An illustrated catalogue raisonné of the Work of Peter Paul Rubens, 29 Bände, London 1968–2024.
- Zusammen mit R. A. d’Hulst: Rubens drawings. 2 Bände, Brüssel 1963.